# Lagynochthonius bakeri
Espèce
Synonymes
- Tyrannochthonius bakeri Chamberlin, 1929

Lagynochthonius bakeri est une espèce de pseudoscorpions de la famille des Chthoniidae.

## Distribution
Cette espèce est endémique de Luçon aux Philippines.

## Description
Le mâle décrit par Chamberlin en 1962 mesure 1,02 mm.

## Étymologie
Cette espèce est nommée en l'honneur de Charles Fuller Baker.

## Publication originale
- Chamberlin, 1929 : A synoptic classification of the false scorpions or chela-spinners, with a report on a cosmopolitan collection of the same. Part 1. The Heterosphyronida (Chthoniidae) (Arachnida-Chelonethida). Annals and Magazine of Natural History, sér. 10, vol. 4, p. 50-80.